# 银匠广场

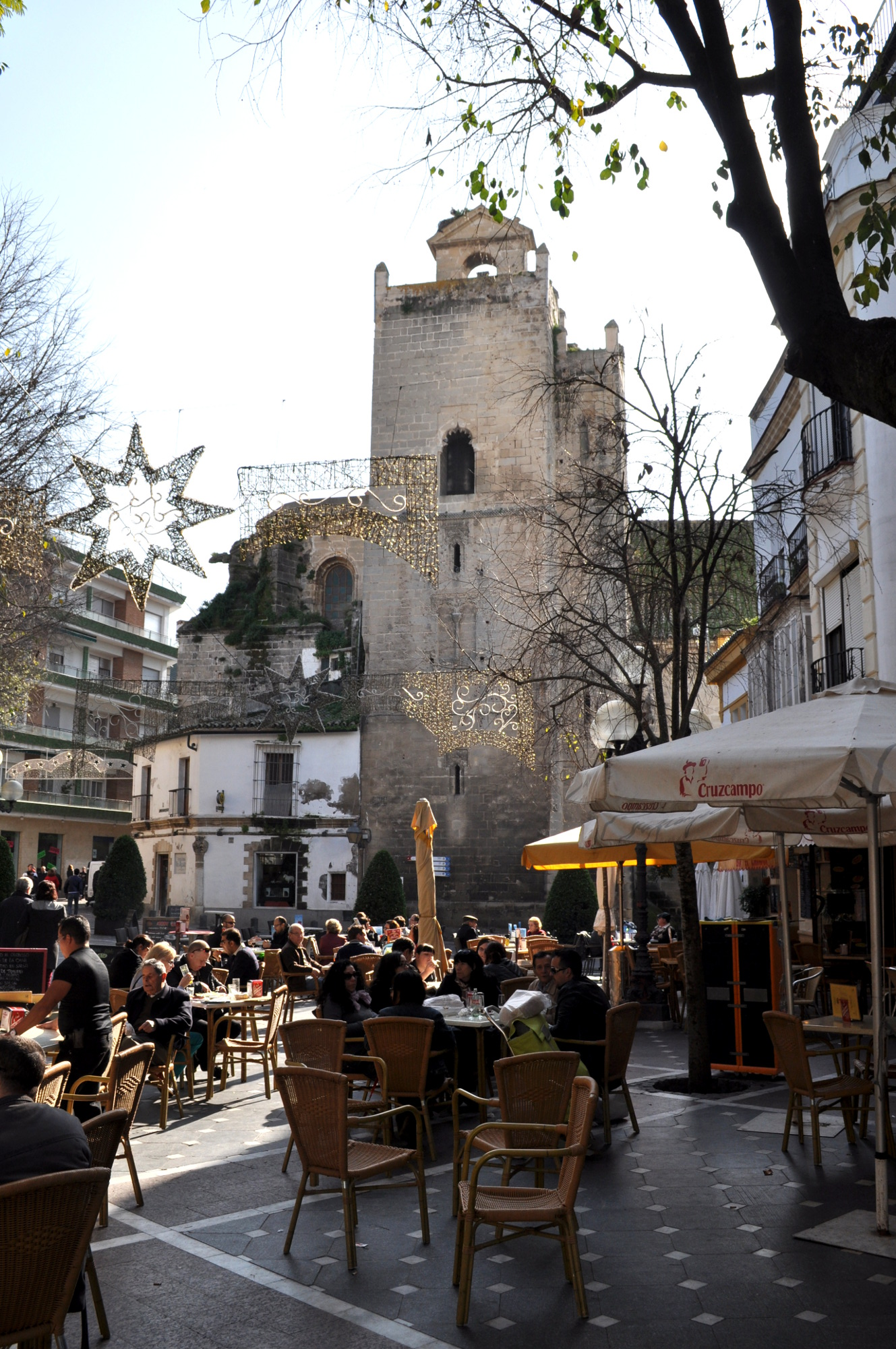

银匠广场（西班牙語：Plaza Plateros）是一个历史悠久的小型广场，位于西班牙安达卢西亚自治区赫雷斯-德拉弗龙特拉。历史上，这里是商业活动、宗教活动（清真寺和犹太会堂）和军事活动（靠近阿雷纳尔广场）交织的地点，现在是一个充满活力的聚会场所。它连接着赫雷斯的旧商业中心弗朗索斯街（Calle Francos），以及阿雷纳尔广场（Plaza del Arenal）。
亨伯托斯·德瓦莱托（Humbertos de Valeto）这个广场上生活和去世，他是赫雷斯-德拉弗龙特拉加尔都西会修道院的创始人（1478年12月17日），捐赠了所有的财产。

## 建筑

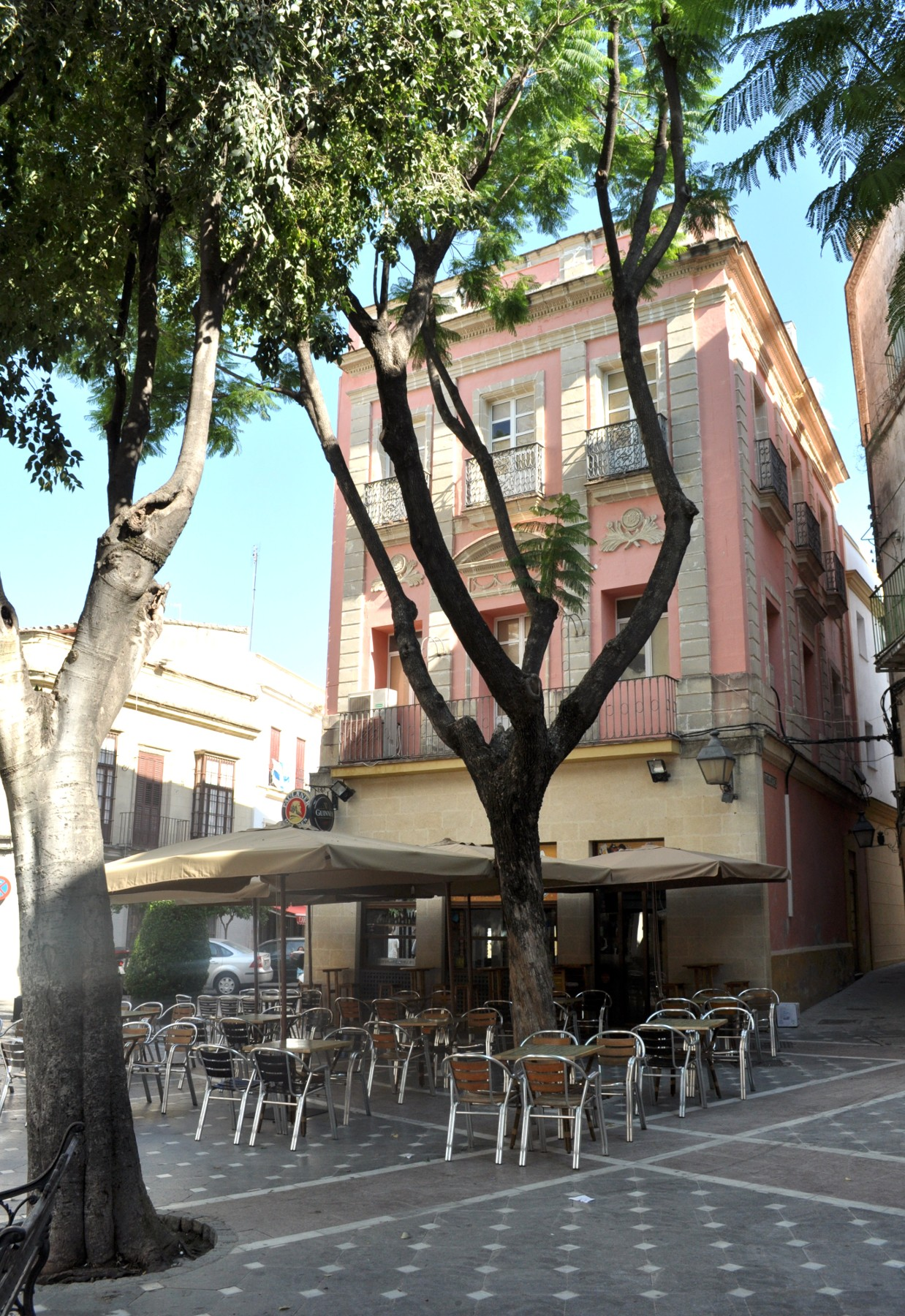

- 瞭望塔（Torre de la Atalaya）：俗称钟楼（Torre del Reloj），是一座中世纪的民用建筑，起到了望塔的作用。[1] 它建于1012年。鸣钟起到警告敌情的作用。

- 猩猩啤酒厂（Cervecería el Gorila）：一座19世纪的建筑。

## 名称
1. Plaza de Aljaifar
2. 女售货员广场（Plaza de las Vendedoras）：因为广场上有很多女售货员，出售自己的物品。
3. 亨伯托斯·德瓦莱托广场（Humbertos de Valeto）：他住在这个广场上，1482年3月12日去世时，广场以他的名字命名。
4. 拉斯贝塞拉斯广场（Plaza de las Berceras）：得名于此处设有面包、蔬菜和甘蓝（berzas）的摊位。
5. 罗洛广场（Plaza del Rollo）：从1482年起，此处设有“罗洛”，将囚犯示众羞辱。
6. 面包广场（Plaza del Pan）：1494年，这里有面包摊。
7. 商人广场（Plaza de los Mercaderes）：1519年以后，广场的摊位上出售各种物品。1519年登记有3个水果商，1个药剂师，1个酒馆老板，3个银匠，1个钳工，1个油炸师，1个商人，1个糖果商，1个糕点师。
8. 卡门·努涅斯·德维拉维森西奥广场（Plaza de Carmen Nuñez de Villavicencio）：得名于多梅克侯爵之母德乌斯奎因侯爵夫人的名字。她不仅支持丈夫留下的所有慈善事业，还创建了更多的慈善事业，包括为慈幼会和加略山上的耶稣圣心像提供资金。
9. 银匠广场（Plaza de Plateros）：从1608年到今天，各种商人在此营业，最重要的是银匠协会。